# Królewski Teatr Operowy w Maskacie
Królewski Teatr Operowy w Maskacie (ang. Royal Opera House Muscat, arab. دار الأوبرا السلطانية مسقط) – teatr operowy w dzielnicy Szati al-Qurm w stolicy sułtanatu Omanu, Maskacie.
W roku 2001 król Omanu Kabus ibn Sa’id ogłosił dekret o budowie teatru operowego. W ograniczonym konkursie na projekt w roku 2003 zwyciężyło biuro projektowe Wimberly Allison Tong and Goo (WATG). W roku 2007 rozpoczęto budowę. Początkowo zamierzano powstający obiekt nazwać House of Musical Arts, ostatecznie przyjęto nazwę Royal Opera House Muscat (ROHM). Uroczyste otwarcie odbyło się we wrześniu 2011 na wieczorze galowym z udziałem dostojnych gości. Wykonano operę Rigoletto Verdiego. Sezon teatralny 2011 otwarto 14 października tegoż roku operą Turandot Pucciniego w wykonaniu zespołu z Werony pod dyrekcją Plácido Domingo.
Teatr w Maskacie stał się trzecią sceną operową w krajach arabskich Bliskiego Wschodu po scenach w Bejrucie i Kairze. 
Teatr operowy powstał przy Al-Kharijiyah Street na obszarze parku o powierzchni 80 hektarów. Obok niego powstały luksusowe obiekty handlowe i gastronomiczne oraz ośrodek kulturalny z teatrem miniatur.
Widownia teatru o 1100 miejscach utrzymana jest w kolorystyce złota i czerwieni. Na oparciach foteli znajdują się monitory, na których ukazują się teksty w języku arabskim i angielskim. Królewska loża umieszczona jest naprzeciw sceny. Nadscenie liczy 32 m wysokości. W sali zainstalowano organy o 70 rejestrach, 4542 piszczałkach i 4 manuałach, dostarczone przez firmę Johannes Klais z Bonn.
Z teatrem współpracuje utworzona w roku 1985 Królewska Orkiestra Symfoniczna, składająca się z muzyków arabskich.